# Campaspero
Campaspero is een gemeente in de Spaanse provincie Valladolid in de regio Castilië en León met een oppervlakte van 46,79 km². Campaspero telt 1.101 inwoners (1 januari 2016).